# Chen Xingdong
Chen Xingdong (chinesisch 陈兴东, Pinyin Chén Xīngdōng, * 2. April 1970) ist ein ehemaliger chinesischer Badmintonspieler.

## Karriere
1992 erkämpfte sich Chen Xingdong seine ersten Lorbeeren, als er bei den China Open Zweiter im Mixed mit Sun Man wurde. Ein Jahr später standen beide schon ganz oben auf dem Treppchen ebenso wie bei den Badminton-Asienmeisterschaften 1994. 1995 wechselte er die Mixedpartnerin, gewann aber auch mit Peng Xinyong die China Open. 1996 gewannen beide die Denmark Open.

## Sportliche Erfolge
| Saison | Veranstaltung      | Disziplin | Platz | Name                          |
| ------ | ------------------ | --------- | ----- | ----------------------------- |
| 1992   | China Open         | Mixed     | 2     | Chen Xingdong / Sun Man       |
| 1993   | China Open         | Mixed     | 1     | Chen Xingdong / Sun Man       |
| 1994   | Asienmeisterschaft | Mixed     | 1     | Chen Xingdong / Sun Man       |
| 1995   | China Open         | Mixed     | 1     | Chen Xingdong / Peng Xinyong  |
| 1995   | Denmark Open       | Mixed     | 1     | Chen Xingdong / Peng Xingyong |
| 1996   | Russian Open       | Mixed     | 1     | Chen Xingdong / Peng Xingyong |
| 1996   | Polish Open        | Mixed     | 1     | Chen Xingdong / Peng Xingyong |
| 1997   | Japan Open         | Mixed     | 3     | Chen Xingdong / Peng Xingyong |
| 1997   | All England        | Mixed     | 3     | Chen Xingdong / Gu Jun        |